# Tour der schottischen Rugby-Union-Nationalmannschaft nach Südafrika 2003
| Tour der Schotten nach Südafrika 2003 | Tour der Schotten nach Südafrika 2003 | Tour der Schotten nach Südafrika 2003 | Tour der Schotten nach Südafrika 2003 | Tour der Schotten nach Südafrika 2003 |
| Übersicht                             | S                                     | G                                     | U                                     | N                                     |
| ------------------------------------- | ------------------------------------- | ------------------------------------- | ------------------------------------- | ------------------------------------- |
| Test Matches                          | 2                                     | 0                                     | 0                                     | 2                                     |
| Gesamt                                | 2                                     | 0                                     | 0                                     | 2                                     |
|                                       |                                       |                                       |                                       |                                       |
| Südafrika                             | 2                                     | 0                                     | 0                                     | 2                                     |

Die Tour der schottischen Rugby-Union-Nationalmannschaft nach Südafrika 2003 umfasste eine Reihe von Freundschaftsspielen der schottischen Rugby-Union-Nationalmannschaft. Sie reiste im Juni 2003 durch Südafrika und bestritt zwei Test Matches gegen die südafrikanische Nationalmannschaft, die sie beide verlor. Spiele gegen regionale Auswahlteams standen nicht auf dem Programm.
Es handelte sich um die letzte Tour der Schotten im traditionellen Sinne; an ihre Stelle traten die Mid-year Internationals und End-of-year Internationals.

## Spielplan
Hintergrundfarbe rot = Niederlage
(Ergebnisse aus der Sicht Schottlands)
| # | Datum         | Gegner    | Ort          | Stadion            | Ergebnis |
| - | ------------- | --------- | ------------ | ------------------ | -------- |
| 1 | 07. Juni 2003 | Südafrika | Durban       | Kings Park Stadium | 25:29    |
| 2 | 14. Juni 2003 | Südafrika | Johannesburg | Ellis Park Stadium | 19:28    |

## Test Matches
| 7. Juni 2003 15:00 SAST | Südafrika                                                                | 29 : 25        | Schottland                                                                        | Kings Park Stadium, Durban Zuschauer: 37.528 Schiedsrichter: Joël Jutge (Frankreich) |
| 7. Juni 2003 15:00 SAST | Versuche: Halstead Terblanche Erhöhungen: Koen (2) Straftritte: Koen (5) | (6:12) Bericht | Versuche: Craig Paterson White Erhöhungen: Paterson (2) Straftritte: Paterson (2) | Kings Park Stadium, Durban Zuschauer: 37.528 Schiedsrichter: Joël Jutge (Frankreich) |

Aufstellungen:
- Südafrika: Richard Bands, Bakkies Botha, Danie Coetzee, Hendrik Gerber, Trevor Halstead, Louis Koen, Ricardo Loubscher, Victor Matfield, Lawrence Sephaka, André Snyman, Stefan Terblanche, Joost van der Westhuizen , Wikus van Heerden, Pedrie Wannenburg, Ashwin Willemse 
 Auswechselspieler: Selborne Boome, Robbie Kempson, Juan Smith, Jaco van der Westhuyzen, Cobus Visagie
- Schottland: Gordon Bulloch, Andy Craig, Bruce Douglas, Andrew Henderson, Nathan Hines, Gavin Kerr, Kenny Logan, Glenn Metcalfe, Andrew Mower, Scott Murray, Chris Paterson, Bryan Redpath , Simon Taylor, Gregor Townsend, Jason White 
 Auswechselspieler: Martin Leslie, James McLaren, Jon Petrie, Robbie Russell

| 14. Juni 2003 15:00 SAST | Südafrika                                                                   | 28 : 19         | Schottland                                                     | Ellis Park Stadium, Johannesburg Zuschauer: 55.000 Schiedsrichter: Scott Young (Australien) |
| 14. Juni 2003 15:00 SAST | Versuche: Terblanche Erhöhungen: Koen Straftritte: Koen (6) Dropgoals: Koen | (12:16) Bericht | Versuche: Craig Erhöhungen: Paterson Straftritte: Paterson (4) | Ellis Park Stadium, Johannesburg Zuschauer: 55.000 Schiedsrichter: Scott Young (Australien) |

Aufstellungen:
- Südafrika: Richard Bands, Bakkies Botha, Danie Coetzee, Hendrik Gerber, Trevor Halstead, Marius Joubert, Louis Koen, Victor Matfield, Lawrence Sephaka, Stefan Terblanche, Jaco van der Westhuyzen, Joost van der Westhuizen , Wikus van Heerden, Pedrie Wannenburg, Ashwin Willemse 
 Auswechselspieler: Gcobani Bobo, Selborne Boome, Robbie Kempson, Juan Smith, Cobus Visagie
- Schottland: Gordon Bulloch, Andy Craig, Bruce Douglas, Nathan Hines, Gavin Kerr, Andrew Henderson, Kenny Logan, Glenn Metcalfe, Andrew Mower, Scott Murray, Chris Paterson, Bryan Redpath , Simon Taylor, Gregor Townsend, Jason White 
 Auswechselspieler: Mike Blair, Brendan Laney, Martin Leslie, Gordon McIlwham, Jon Petrie, Gordon Ross, Robbie Russell